# Governo Costa II
Il Governo Costa II è stato il 22º governo del Portogallo, in carica dal 26 ottobre 2019 al 30 marzo 2022 (sebbene dimissionario dal 30 gennaio), data in cui è stata conferita la fiducia al successivo Governo Costa III. 
Si trattava di un governo monocolore di minoranza.
Esso è nato in seguito alla vittoria del Partito Socialista alle elezioni legislative.

## Crisi di governo ed elezioni
Il 27 ottobre 2021, i due partiti di sinistra che appoggiavano l’esecutivo hanno votato contro la legge di bilancio del 2022 viste alcune discordie con il Premier socialista. Egli infatti, si rifiutò di inserire alcuni emendamenti giudicati come “esosi e fuori contesto” alla legge di bilancio, causando così il crollo della fragile maggioranza che lo sosteneva: decisivo, difatti, fu il voto contrario della CDU e del BE, i quali fornivano appoggio esterno all’esecutivo, che fece sì che i contrari prevalessero per 117 a 108, più 5 astenuti.
Già nei primi giorni di ottobre, infatti, quando il governo aveva presentato la legge in Parlamento, si era capito che le trattative all’interno della maggioranza sarebbero state complicate: A favore del bilancio era infatti schierato il solo Partito Socialista di Costa mentre i partiti che sostenevano dall’esterno l’esecutivo, avevano sin da subito annunciato che il loro voto si sarebbe unito a quello dei partiti di opposizione, ovviamente contrarie fortemente alla legge di bilancio presentata dal governo. La deputata del BE Mariana Mortágua, in tal senso, aveva sin da subito avvertito il Governo in merito all’esito del voto, affermando che “se la proposta fosse rimasta così com’era difficilmente ci sarebbero state le condizioni per votarla”. 
Il voto della sinistra era infatti vincolato alla stipula di un accordo scritto con il governo, il quale si sarebbe impegnato ad esaminare ben 9 emendamenti alla legge di bilancio, di cui 5 riguardanti la materia del Lavoro e il resto dedicati al Servizio sanitario nazionale e alla Previdenza sociale. Anche in questo caso, il tema non era nuovo all’interno della maggioranza: secondo gli alleati di sinistra, infatti, il governo del PS era venuto meno al cosiddetto “Patto della Geringonça”, termine che, in lingua portoghese significa “aggeggio”, nel senso di “unione eterodossa mantenuta unita quasi a forza”, stipulato nel 2015.
In quell’accordo il premier Costa prometteva di aumentare il salario minimo, di recuperare gli stipendi dei dipendenti pubblici e di rendere più economici i trasporti pubblici, tutte richieste in cambio delle quali gli alleati avrebbero dato il loro sostegno in maniera compatta. In ogni caso, a seguito del voto negativo sulla legge di bilancio, dopo qualche giorno il Presidente della Repubblica Portoghese, Marcelo Rebelo de Sousa, sciolse la camera e indisse nuove elezioni per il giorno 30 gennaio 2022.

## Situazione parlamentare
La legenda raffigura la situazione parlamentare al momento del giuramento del nuovo governo nell'ottobre del 2019:
| Camera                     | Collocazione     | Partiti                                              | Seggi     |
| -------------------------- | ---------------- | ---------------------------------------------------- | --------- |
| Assemblea della Repubblica | Governo          | PS (108)                                             | 108 / 230 |
| Assemblea della Repubblica | Appoggio esterno | BE (19), CDU (12)                                    | 31 / 230  |
| Assemblea della Repubblica | Opposizione      | PSD (79), CDS-PP (5), PAN (4), CH (1), IL (1), L (1) | 91 / 230  |

Situazione al 27 ottobre 2021, giorno della mancata approvazione della legge di bilancio:
| Camera                     | Collocazione | Partiti                                                                 | Seggi     |
| -------------------------- | ------------ | ----------------------------------------------------------------------- | --------- |
| Assemblea della Repubblica | Governo      | PS (108)                                                                | 108 / 230 |
| Assemblea della Repubblica | Opposizione  | PSD (79), BE (19), CDU (12), CDS-PP (5), PAN (4), CH (1), IL (1), L (1) | 122 / 230 |

## Composizione
Partito Socialista (PS)
     Indipendenti
| Carica                                      | Titolare | Titolare | Titolare                                  | Partito      |
| ------------------------------------------- | -------- | -------- | ----------------------------------------- | ------------ |
| Primo ministro                              |          |          | António Costa                             | PS           |
| Esteri                                      |          |          | Augusto Santos Silva                      | PS           |
| Presidenza                                  |          |          | Mariana Vieira da Silva                   | PS           |
| Finanze                                     |          |          | Mário Centeno (fino al 15 giugno 2020)    | Indipendente |
| Finanze                                     |          |          | João Leão (dal 15 giugno 2020)            | Indipendente |
| Difesa                                      |          |          | João Gomes Cravinho                       | Indipendente |
| Amministrazione interna                     |          |          | Eduardo Cabrita (fino al 4 dicembre 2021) | PS           |
| Amministrazione interna                     |          |          | Francisca Van Dunem (dal 4 dicembre 2021) | Indipendente |
| Giustizia                                   |          |          | Francisca Van Dunem                       | Indipendente |
| Pubblica amministrazione                    |          |          | Alexandra Leitão                          | PS           |
| Cultura                                     |          |          | Graça Fonseca                             | PS           |
| Istruzione                                  |          |          | Tiago Brandão Rodrigues                   | Indipendente |
| Scienza, Tecnologia ed Istruzione superiore |          |          | Manuel Heitor                             | Indipendente |
| Lavoro, Solidarietà e Sicurezza sociale     |          |          | Ana Mendes Godinho                        | PS           |
| Salute                                      |          |          | Marta Temido                              | PS           |
| Pianificazione                              |          |          | Nelson de Souza                           | PS           |
| Economia e Digitalizzazione                 |          |          | Pedro Siza Vieira                         | PS           |
| Ambiente ed Azione per il clima             |          |          | João Pedro Matos Fernandes                | Indipendente |
| Infrastrutture ed Abitazioni                |          |          | Pedro Nuno Santos                         | PS           |
| Coesione territoriale                       |          |          | Ana Abrunhosa                             | Indipendente |
| Agricoltura                                 |          |          | Maria do Céu Antunes                      | PS           |
| Mare                                        |          |          | Ricardo Serrão Santos                     | PS           |